# Alfredo Catalán Shick
Alfredo Catalán Schick (Caracas, 12 de noviembre de 1968) es un político y abogado venezolano. Fue el tercer y por dos veces consecutivas, alcalde del municipio El Hatillo, del estado Miranda, recientemente integrado en área metropolitana de Caracas. Sus períodos son 2000-2004, 2004-2008. Actualmente es candidato a la alcaldía de El Hatillo por el partido Unión Nacional Electoral UNE.

## Carrera política
Graduado de derecho en la Universidad Santa María (U.S.M.). Ingresó en el partido Proyecto Venezuela y es elegido alcalde del municipio Hatillo por esta formación el 30 de julio de 2000 con algo más del 45 % de los votos, el 2004 fue reelegido en el cargo al obtener alrededor del 38% de los electores hatillanos. A pesar de que varios partidos opuestos al ejecutivo nacional presentaron candidatos, el candidato oficialista quedó en tercer lugar.
Alfredo Catalán fue elegido alcalde en el año 2000. 
| Predecesor: Flora Aranguren | Alcalde del Municipio El Hatillo 2000-2004 2004-2008 | Sucesor: Myriam Do Nascimento |